# 伊藤健太 (医師)
伊藤 健太（いとう けんた）は、日本の医師。元・東北大学大学院医学系研究科、循環器先端医療開発学寄附講座准教授。

## 概要
1986年、宮城県仙台第二高等学校卒業。1993年、東北大学医学部卒業。
低出力体外衝撃波や超音波を用いた低侵襲性血管新生療法の開発を中心に研究・診療を行っている。2014年（平成26年）には「虚血性心疾患に対する低出力体外衝撃波治療法の開発」に対する功績が認められ、同じく東北大学大学院医科学研究科に所属する下川宏明と共に2014年度の科学技術分野の文部科学大臣表彰を受賞した。
自らマラソンやスキー競技に出場するのみでなく、自動体外式除細動器 (AED) 普及など救命救急医療の啓発活動も行っている。2003年から松島ハーフマラソン大会のコース沿道に医療ボランティアやAEDを配備したり、東北楽天ゴールデンイーグルス開設時には本拠地の宮城県野球場（現：楽天モバイルパーク宮城）へのAED配備に関わっている。建築や宇宙開発に関するコメントも見受けられる。
2016年10月より、宮城県加美郡加美町の伊藤医院の理事長・院長職を父・明一より引き継ぐ。